# Philydor novaesi
Philydor novaesi е вид птица от семейство Furnariidae. Видът е критично застрашен от изчезване.

## Разпространение
Видът е разпространен в Бразилия.